# Defiende tu honor
 Defiende tu honor  es una película de Argentina filmada en blanco y negro dirigida por Nelo Cosimi que se estrenó el 25 de octubre de 1930 y que tuvo como actores principales a Chita Foras, Nelo Cosimi, Florén Delbene y Julio Andrada].

## Producción
La película fue filmada con sonido, pero el resultado fue tan deficiente que debió ser estrenada como filme mudo.

## Reparto
- Chita Foras
- Nelo Cosimi
- Florén Delbene
- Julio Andrada
- Carmen Duval
- Jorge Mir